# Ekorrsele (naturreservat)
Ekorrsele är ett naturreservat belägen nordväst om byn Ekorrsele i Vindelns kommun i Västerbottens län.
Området är naturskyddat sedan 2015 och är 190 hektar stort. Reservatet består av gammal hedtallskog med myrar och sumpskog i väster.